# Gunnar Olsson (kajakarz)
Gunnar Alfred Olsson (ur. 26 kwietnia 1960 w Timrå) – szwedzki kajakarz, srebrny medalista olimpijski z Barcelony.
Brał udział w dwóch igrzyskach olimpijskich (IO 88, IO 92). W 1992 po medal sięgnął w dwójce na dystansie 1000 metrów, partnerował mu Kalle Sundqvist. Zdobył trzy medale mistrzostw świata, srebro w dwójce na dystansie 10 000 metrów w 1993 oraz brąz w czwórce na dystansie 10 000 metrów w 1990 oraz w dwójce na 1000 metrów w 1993.
Jego siostra Anna również była kajakarką i medalistką olimpijską.